# Campionat d'Europa de natació de 1981
El Campionat d'Europa de natació de 1981 va ser la quinzena edició del Campionat d'Europa de natació. La competició es va disputar entre el 5 i el 12 de setembre de 1981 a Split, Iugoslàvia.

## Medaller
País amfitrió
| Posició | País           | Or | Plata | Bronze | Total |
| 1       | RDA            | 15 | 11    | 3      | 29    |
| 2       | Unió Soviètica | 13 | 11    | 8      | 32    |
| 3       | Regne Unit     | 3  | 2     | 3      | 8     |
| 4       | RFA            | 2  | 2     | 4      | 8     |
| 5       | Hongria        | 2  | 0     | 1      | 3     |
| 6       | Suècia         | 1  | 4     | 2      | 7     |
| 7       | Iugoslàvia     | 1  | 1     | 1      | 3     |
| 8       | Països Baixos  | 0  | 3     | 4      | 7     |
| 9       | Polònia        | 0  | 1     | 3      | 4     |
| 10      | Àustria        | 0  | 1     | 2      | 3     |
| 11      | Itàlia         | 0  | 1     | 1      | 2     |
| 12      | Suïssa         | 0  | 0     | 1      | 1     |
| 12      | Romania        | 0  | 0     | 1      | 1     |
| 12      | França         | 0  | 0     | 1      | 1     |
| 12      | Espanya        | 0  | 0     | 1      | 1     |
| 12      | Txecoslovàquia | 0  | 0     | 1      | 1     |
| Total   | Total          | 37 | 37    | 37     | 111   |

## Resultats

### Salts
Proves masculines
| Proves               | Or                       | Plata                  | Bronze               |
| Trampolí de 3 metres | Aleksandr Portnov (URS)  | Sergei Kuzmin (URS)    | Niki Stajković (AUT) |
| Palanca              | David Ambartsumyan (URS) | Vladimir Aleynik (URS) | Dieter Waskow (GDR)  |

Proves femenines
| Proves               | Or                        | Plata                   | Bronze                |
| Trampolí de 3 metres | Zhanna Zhirulnikova (URS) | Martina Jäschke (GDR)   | Irina Kalinina (URS)  |
| Palanca              | Katarina Zipperling (GDR) | Tatyana Belyakova (URS) | Martina Jäschke (GDR) |

### Natació
Proves masculines
| Proves                       | Or                                                                                       | Plata                                                                 | Bronze                                                                          |
| 100 metres lliures           | Per Johansson (SWE)                                                                      | Jörg Woithe (GDR)                                                     | Sergey Krasyuk (URS)                                                            |
| 200 metres lliures           | Sergey Kopliakov (URS)                                                                   | Michael Söderlund (SWE)                                               | Thomas Lejdström (SWE)                                                          |
| 400 metres lliures           | Borut Petrič (YUG)                                                                       | Vladimir Salnikov (URS)                                               | Darjan Petrič (YUG)                                                             |
| 1.500 metres lliures         | Vladimir Salnikov (URS)                                                                  | Borut Petrič (YUG)                                                    | Rafael Escalas (ESP)                                                            |
| 100 metres esquena           | Sándor Wladár (HUN)                                                                      | Vladimir Shemetov (URS)                                               | Viktor Kuznetsov (URS)                                                          |
| 200 metres esquena           | Sándor Wladár (HUN)                                                                      | Vladimir Shemetov (URS)                                               | Frédéric Delcourt (FRA)                                                         |
| 100 metres braça             | Yuriy Kis (URS)                                                                          | Arsens Miskarovs (URS)                                                | Gerald Mörken (FRG)                                                             |
| 200 metres braça             | Robertas Žulpa (URS)                                                                     | Arsens Miskarovs (URS)                                                | Adrian Moorhouse (GBR)                                                          |
| 100 metres papallona         | Aleksey Markovsky (URS)                                                                  | Pär Arvidsson (SWE)                                                   | Vadim Dombrovskiy (URS)                                                         |
| 200 metres papallona         | Michael Groß (FRG)                                                                       | Phil Hubble (GBR)                                                     | Sergey Fesenko (URS)                                                            |
| 200 metres estils            | Aleksandr Sidorenko (URS)                                                                | Giovanni Franceschi (ITA)                                             | Josef Hladký (TCH)                                                              |
| 400 metres estils            | Sergey Fesenko (URS)                                                                     | Leszek Górski (POL)                                                   | Giovanni Franceschi (ITA)                                                       |
| relleus 4×100 metres lliures | Unió SovièticaVladimir Shemetov · Vladimir Salnikov · Aleksandr Chaev · Sergey Kopliakov | SuèciaPer Holmertz · Per Wikström · Lasse Lindqvist · Per Johansson   | RFAPeter Knust · Wilfried Kuhlem · Michael Groß · Andreas Schmidt               |
| relleus 4×200 metres lliures | Unió SovièticaVladimir Shemetov · Vladimir Salnikov · Aleksandr Chaev · Sergey Kopliakov | RFAMichael Groß · Gerald Schlupp · Andreas Schmidt · Frank Wennmann   | SuèciaMichael Söderlund · Per Wikström · Per-Alvar Magnusson · Thomas Lejdström |
| relleus 4×100 metres estils  | Unió SovièticaViktor Kuznetsov · Yuriy Kis · Aleksey Markovsky · Sergey Krasyuk          | SuèciaBengt Baron · Glen Christiansen · Pär Arvidsson · Per Johansson | RDADirk Richter · Sigurd Hanke · Olaf Ziesche · Jörg Woithe                     |

Proves femenines
| Proves                       | Or                                                              | Plata                                                                                   | Bronze                                                                                  |
| 100 metres lliures           | Caren Metschuck (GDR)                                           | Birgit Meineke (GDR)                                                                    | Conny van Bentum (NED)                                                                  |
| 200 metres lliures           | Carmela Schmidt (GDR)                                           | Birgit Meineke (GDR)                                                                    | Conny van Bentum (NED)                                                                  |
| 400 metres lliures           | Ines Diers (GDR)                                                | Carmela Schmidt (GDR)                                                                   | Jackie Wilmott (GBR)                                                                    |
| 800 metres lliures           | Carmela Schmidt (GDR)                                           | Ines Diers (GDR)                                                                        | Jackie Wilmott (GBR)                                                                    |
| 100 metres esquena           | Ina Kleber (GDR)                                                | Cornelia Polit (GDR)                                                                    | Carmen Bunaciu (ROU)                                                                    |
| 200 metres esquena           | Cornelia Polit (GDR)                                            | Jolanda de Rover (NED)                                                                  | Larisa Gorchakova (URS)                                                                 |
| 100 metres braça             | Ute Geweniger (GDR)                                             | Suki Brownsdon (GBR)                                                                    | Larisa Belokon (URS)                                                                    |
| 200 metres braça             | Ute Geweniger (GDR)                                             | Larisa Belokon (URS)                                                                    | Grażyna Dziedzic (POL)                                                                  |
| 100 metres papallona         | Ute Geweniger (GDR)                                             | Ines Geißler (GDR)                                                                      | Karin Seick (FRG)                                                                       |
| 200 metres papallona         | Ines Geißler (GDR)                                              | Heike Dähne (GDR)                                                                       | Agnieszka Czopek (POL)                                                                  |
| 200 metres estils            | Ute Geweniger (GDR)                                             | Petra Schneider (GDR)                                                                   | Olga Klevakina (URS)                                                                    |
| 400 metres estils            | Petra Schneider (GDR)                                           | Ute Geweniger (GDR)                                                                     | Agnieszka Czopek (POL)                                                                  |
| relleus 4×100 metres lliures | RDABirgit Meineke · Caren Metschuck · Ines Diers · Susanne Link | RFAMarion Aizpors · Karin Seick · Ute Neubert · Susanne Schuster                        | Països BaixosAnnemarie Verstappen · Monique Drost · Wilma van Velsen · Conny van Bentum |
| relleus 4×100 metres estils  | RDAIna Kleber · Ute Geweniger · Ines Geißler · Caren Metschuck  | Unió SovièticaLarisa Gorchakova · Larisa Byelokon · Natalya Pokas · Natalya Strunnikova | RFAUte Neubert · Andrea Schönborn · Karin Seick · Marion Aizpors                        |

### Natació sincronitzada
| Proves | Or                                             | Plata                                        | Bronze                                            |
| Solo   | Carolyn Wilson (GBR)                           | Alexandra Worisch (AUT)                      | Marijke Engelen (NED)                             |
| Duet   | Caroline Holmyard (GBR) · Carolyn Wilson (GBR) | Catrien Eijken (NED) · Marijke Engelen (NED) | Eva-Maria Edinger (AUT) · Alexandra Worisch (AUT) |
| Equips | Regne Unit                                     | Països Baixos                                | Suïssa                                            |

### Waterpolo
| Prova             | Or  | Plata          | Bronze  |
| Waterpolo masculí | RFA | Unió Soviètica | Hongria |